# Renault Trafic
Renault Trafic (укр. Рено Трафік) — це мікроавтобуси, які компанія Renault випускає у Європі з 1981 року.

## Перше покоління (1981–2001)

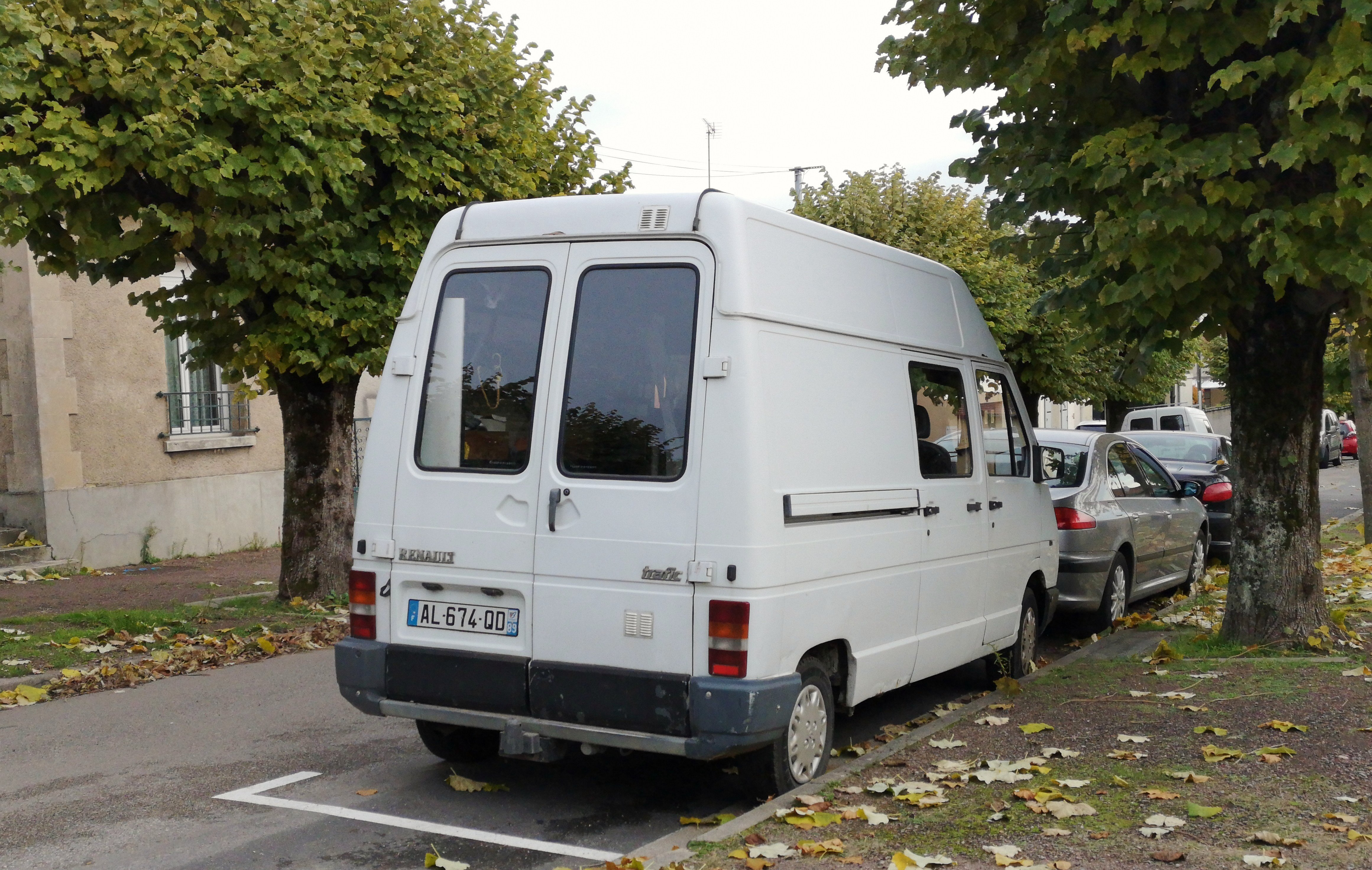
Renault Trafic 1 (1981-1989)

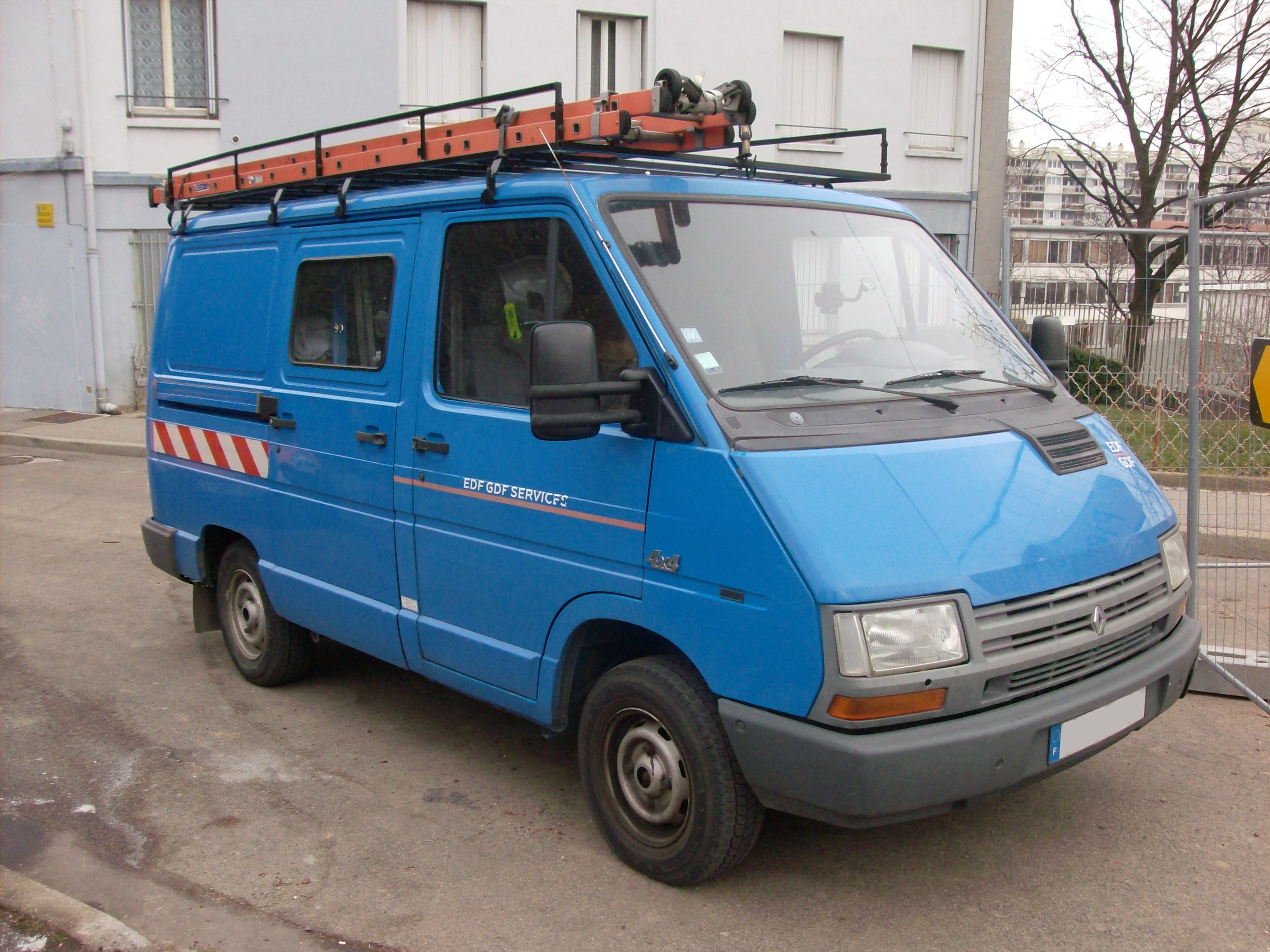
Renault Trafic 1 4Х4 (1989-1994)

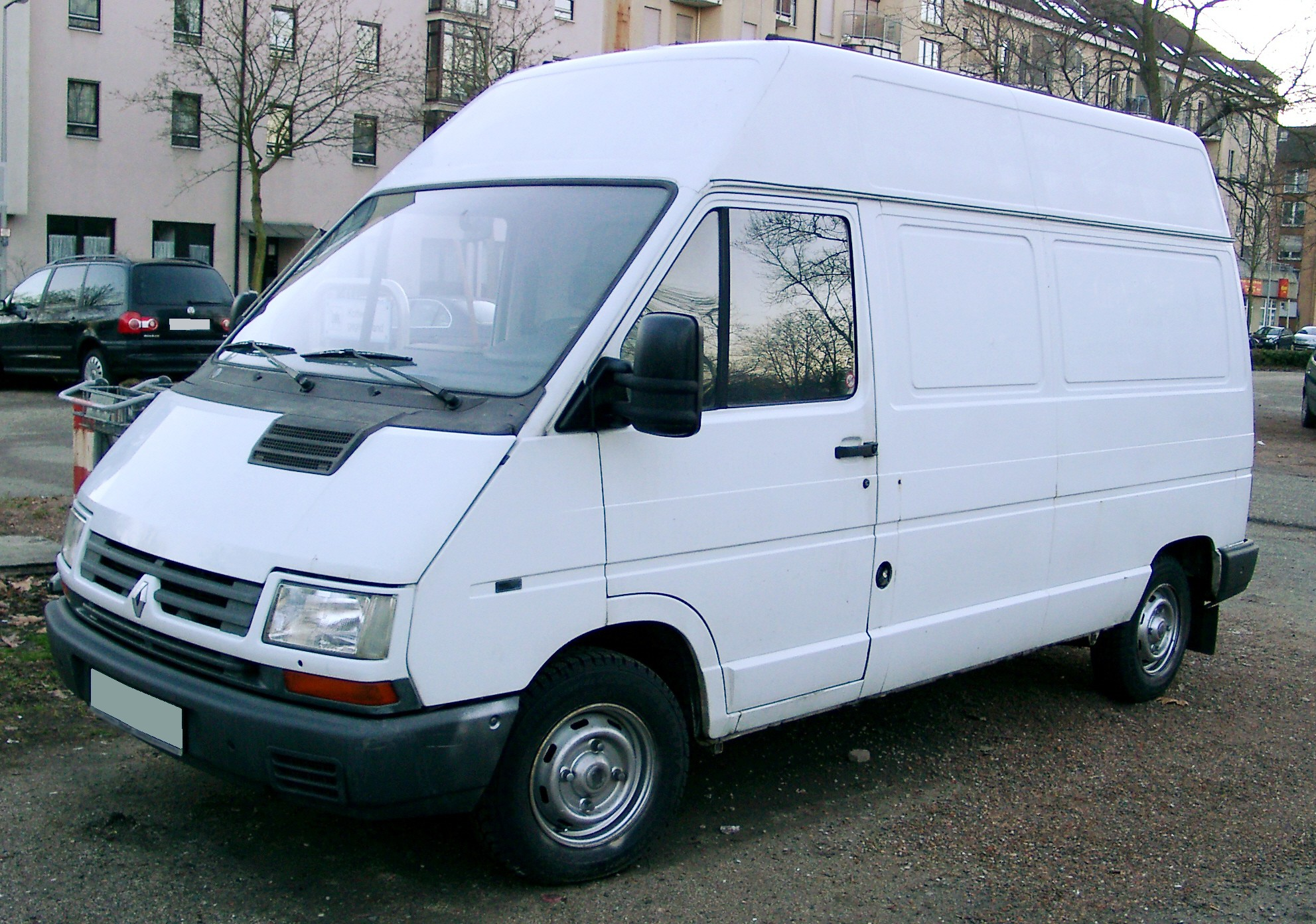
Renault Trafic 1 (1994-2001)

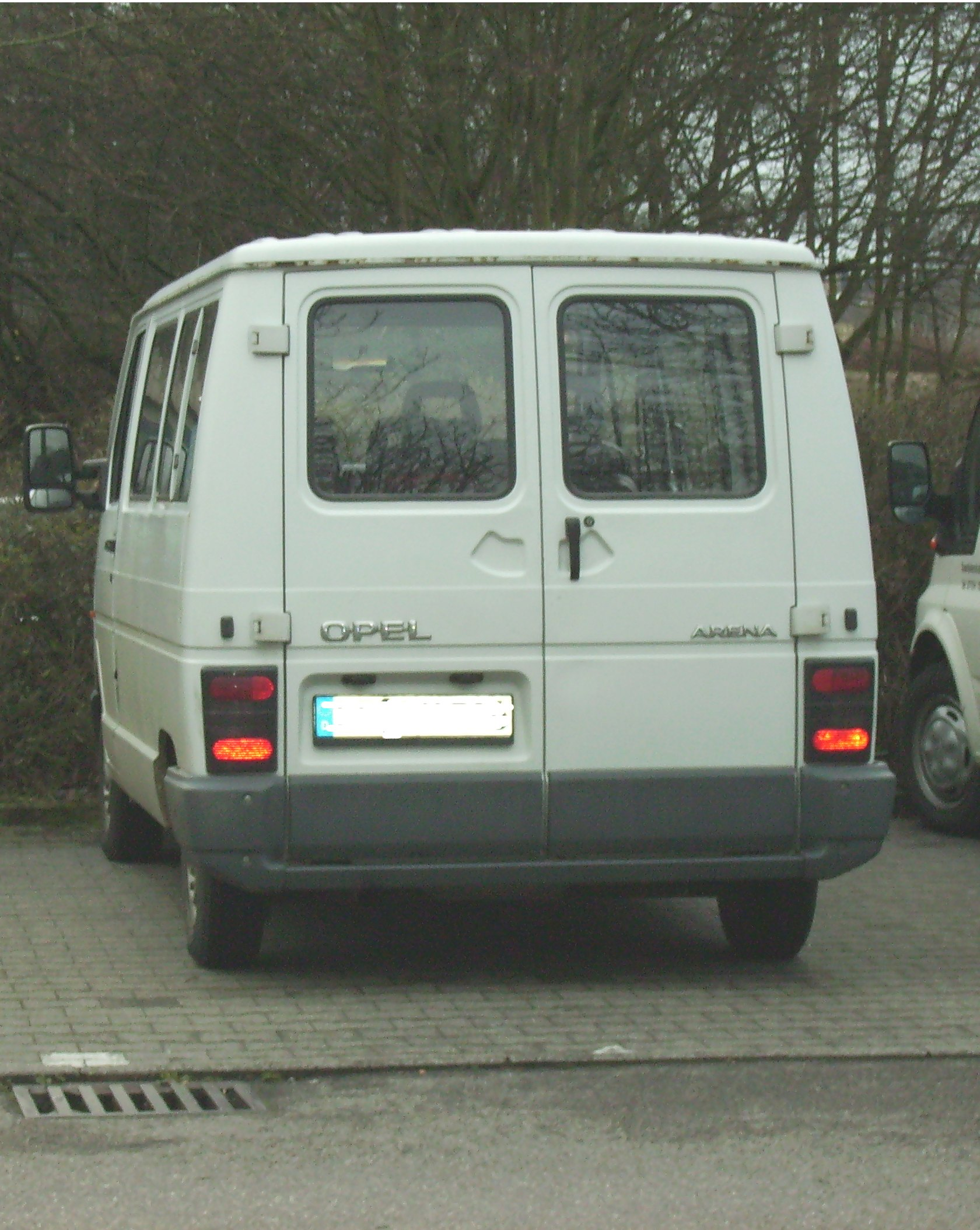
Opel Arena (1997-2000)

Передньопривідними розвізними фургонами концерн Renault займається з кінця 1950-х років. Перше покоління автомобілів під назвою Trafic з'явилося у 1980 році.
До нього увійшли передньопривідні рамнонесучі фургони, мікроавтобуси, шасі-платформи та бортові вантажівки з індексом Т, рамні задньопривідні бортові вантажівки та шасі з кабіною під індексом Р, а з 1985 року - і повнопривідні мікроавтобуси та вантажівки з індексом V. Таким чином, моделі сімейства Renault Trafic) поєднують у собі усі три типи сучасних компонувань. Крім типу приводу, сімейство ділиться ще на п'ять різних варіантів по повній масі і, відповідно, вантажності. Так, передньопривідні фургони Т800 мали повну масу 2100 кг і вантажність 800 кг, Т1000 - 2300 і 1000 кг, а Т1200 - 2700 і 1200 кг відповідно.
У задньопривідних вантажівок Р1300 вантажність 1275 кг (1450 кг), а у повнопривідних V - 2550-2700 і 1150-1300 кг залежно від типу кузова. Габаритні розміри короткобазного фургону: довжина 4542 мм, ширина 1905 мм, а висота 2018 (зі звичайним дахом) або 2424 мм (з «високою»), корисний об'єм відповідно 5,3 і 6,6 м3. При базі 3200 мм габаритна довжина зростає до 4942 мм, а місткість становить від 6,3 до 7,8 м3. У моделі 4х4 - 7,2 м3. Місткість мікроавтобуса, виконаного на основі короткобазого фургона, до восьми пасажирів. Задні двері виконані двостулковими. Половинки дверей розкриваються на 180 градусів. Навантажувальна висота від 475 мм у фургонів до 1060 мм у бортових вантажівок.
Двигуни встановлювали поздовжньо, що дозволило добитися гарного завантаження переднього ведучого мосту. Основним був карбюраторний 1,4-літровий 48-сильний, з 1984 року почалося встановлення потужнішого 1,65-літрового 65-сильного з 5-ступінчастою механічною КПП або 3-діапазонним автоматом, а з 1987-го з'явився 1,7-літровий 68-сильний двигун, а на повнопривідній моделі 2,0-літровий 82-сильний. Встановлення дизеля (2,1 л, потужність 65 л.с.) призвела до того, що через більш громіздкий силовий агрегат довелося висунути вперед решітку радіатора.
У 1987 році модель Т1200 перейменували у Т1300 через збільшену на 100 кг вантажність. 
Перша істотна модернізація зовнішності Trafic проведена у 1989-му. Тоді були змінені елементи передньої частини, зокрема: капот, крила, фари, решітка радіатора. Поліпшили конструкцію і обробку сидінь, шумоізоляцію кабіни, тоді ж у середньому на 100 кг підняли вантажність усіх моделей і дали їм нові індекси: Т900, Т1100 і Т1400. Основними силовими агрегатами стали дизельні: 1,9 л 61 к.с. і 2,5 л 76 к.с., а також 2,2-літровий інжекторний. Ще через рік на моделях у стандартному виконанні з'явився радіоприймач з вбудованими у двері динаміками і покращувана внутрішня обробка фургонів.
З 1992-го почали встановлювати центральний замок, а на моделі Т1100 з'явилися другі зсувні двері по лівому борту.
Загальна кількість варіантів з врахуванням різновидів двигунів, приводів і кузовів досягло 51.
У 1997 році зовнішність Trafic знову трохи відновили. Але це вже не змогло врятувати істотно застарілу модель.

### Двигуни
Бензинові
- 1,4 л Cléon-Fonte C1J I4
- 1,7 л Cléon-Alu A1M I4
- 1,7 л F F1N I4
- 2,0 л Douvrin J6T/J7T I4
- 2,2 л Douvrin J6T/J7T I4

Дизельні
- 1,87 л F I4
- 2,1 л Douvrin I4
- 2,5 л 8140 Sofim I4

## Друге покоління (X83; 2001-2014)

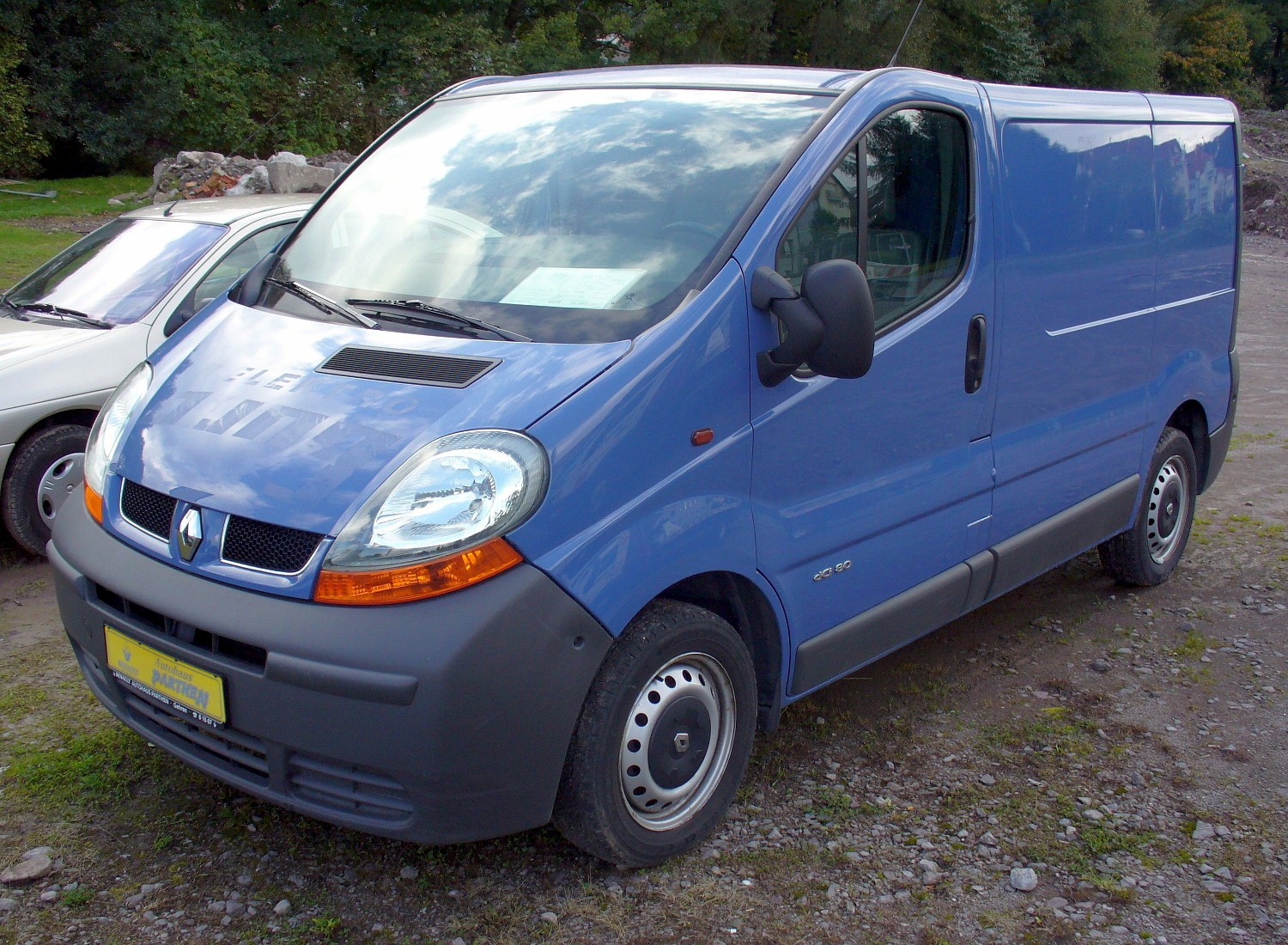
Renault Trafic 2 (2001-2007)

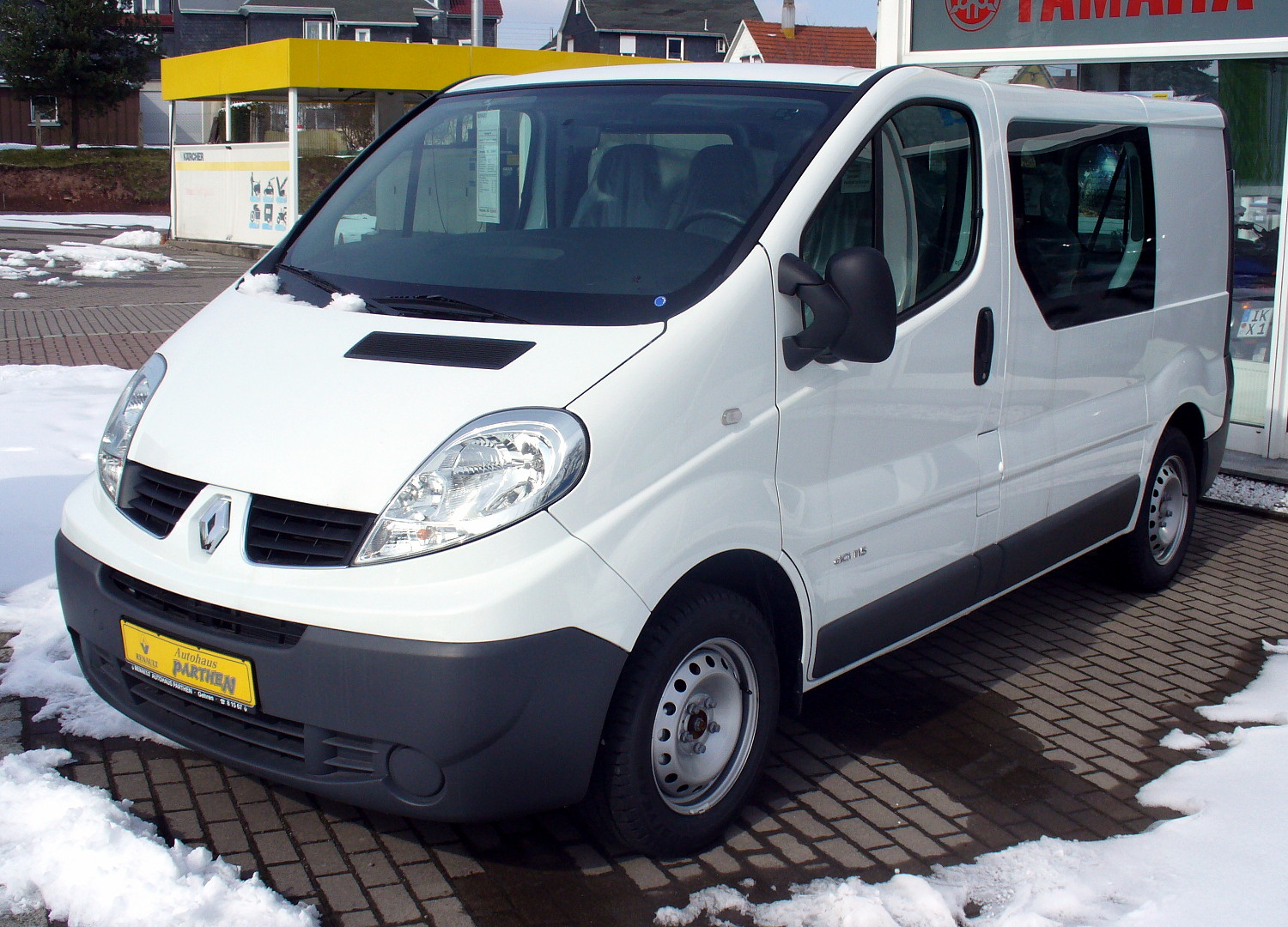
Renault Trafic 2 після фейсліфту (з 2007)

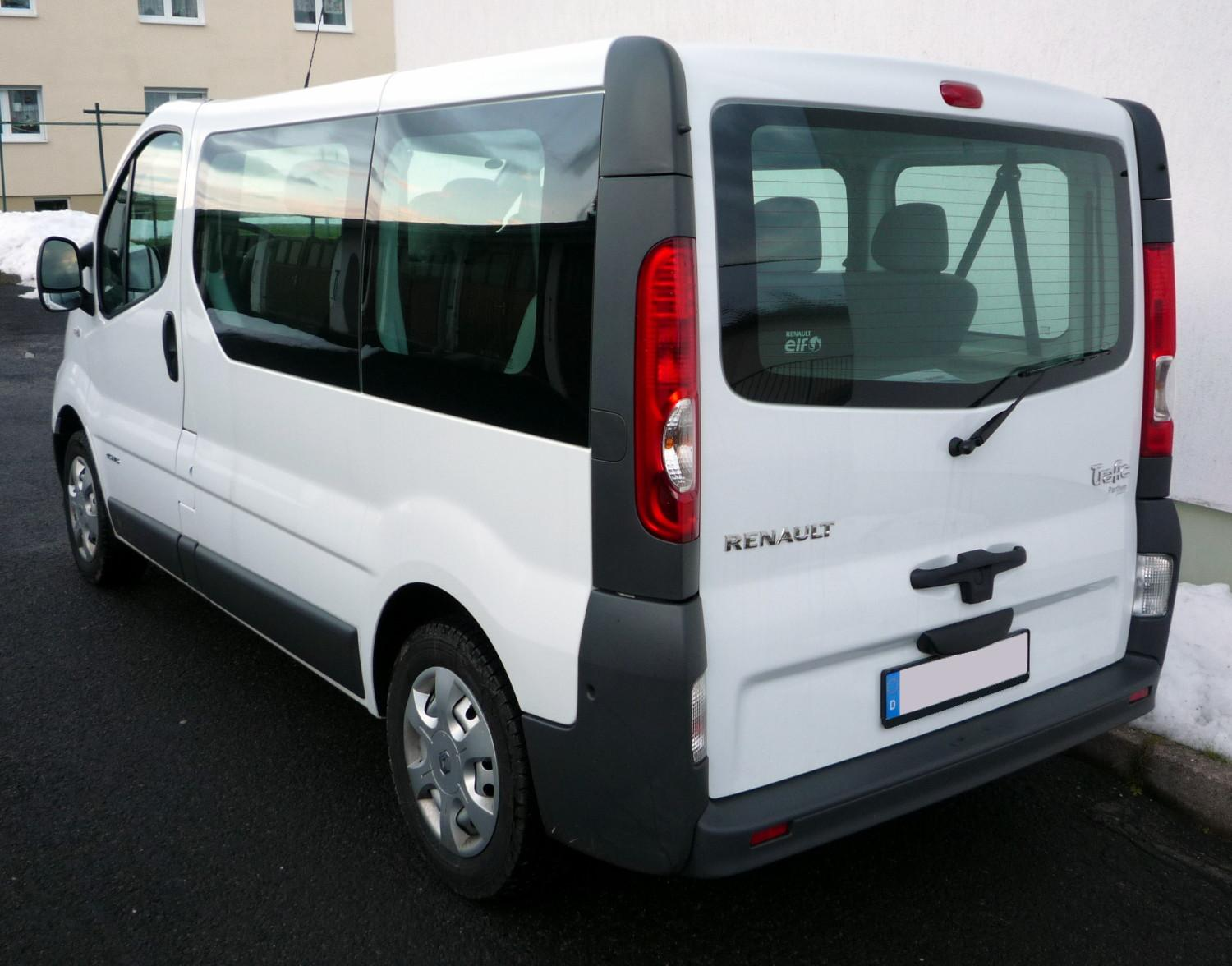
Renault Trafic 2 після фейсліфту (з 2007)

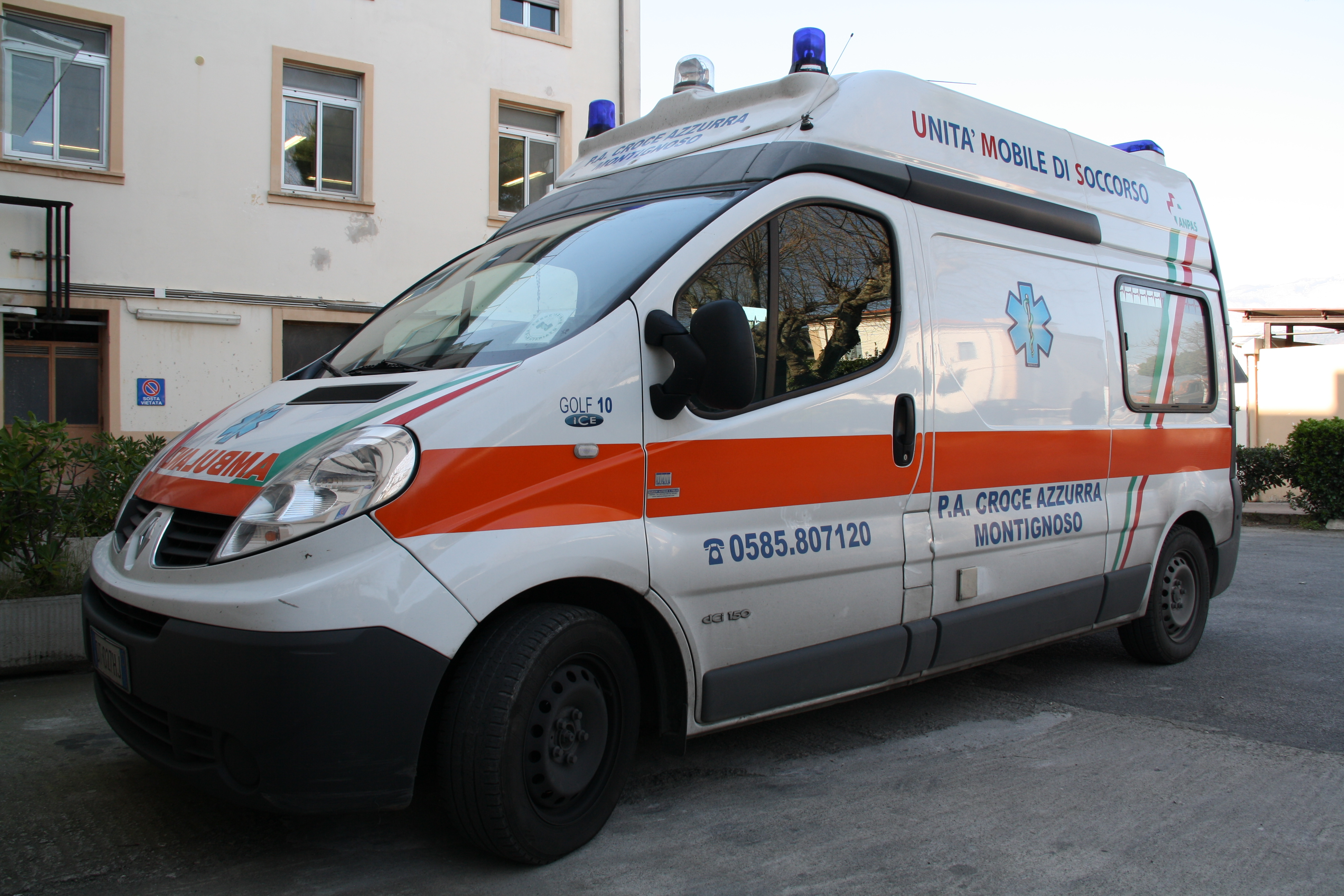
Renault Trafic 2 з високим дахом (з 2007)

З 2001 року головним винуватцем комерційного успіху компанії Renault у секторі легких вантажівок вважається друге покоління фургону Trafic, який удостоївся титулу «Фургон року» у 2002 р. Автомобіль має неповторну «футуристичну» зовнішність, яку йому надає оригінальне стилістичне рішення передньої частини кузова, хоча фактично Trafic являє собою досить простий і функціональний автомобіль з містким прямокутним кузовом. Його пропонують у п'яти базових варіантах: суцільнометалеві фургони повною масою до 2,8 т з однією або двома бічними дверима і корисною місткістю вантажного відсіку 5-8 м3, різною висотою розташування даху і внутрішньою довжиною 2,4-2,8 м, вантажопасажирські виконання з вантажним відсіком місткістю 1,2-6,0 м3 і мікроавтобуси на 7-9 пасажирів. Їх пропонують з двома розмірами колісної бази (3098 і 3498 мм) і двома варіантами вантажності - 1,0 та 1,2 т, а загальна кількість модифікацій досягає 30 варіантів. Для них призначені три дизельні двигуни - два 1,9-літрових і один 2,5-літровий 16-клапанний потужністю 82, 100 і 135 к.с. відповідно, а також один 120-сильний бензиновий. Найпотужніші виконання комплектують механічною 6-ступінчастою коробкою передач і тільки на 82-сильному фургоні пропонують 5-ступінчасту коробку. На замовлення встановлюють бічні надувні подушки безпеки, електричні склопідйомники, кондиціонер, бортовий комп'ютер, навігаційну систему, буксирний гак, кріплення на даху для багажу чи велосипедів.
Випуск автомобілів Trafic налагоджений у Великій Британії на одному з заводів корпорації General Motors у Лутоні, де збирають також фургони Vauxhall Vivaro і Opel Vivaro. Під маркою Nissan Primastar їх випускають в Іспанії. Від уніфікованих з ним машин Renault Trafic відрізняється комплектацією, обробкою і набором додаткового обладнання, причому підготовкою замовних варіантів займається французька кузовна фірма Gruau.
Новинкою 2005 року став найбільш комфортний 7-місний вантажопасажирський варіант Trafic Generation з двома кондиціонерами, підігрівом сидінь, бічними надувними шторами безпеки, потужною аудіосистемою і холодильником. Другою новинкою для варіантів з 2,5-літровим дизелем стала автоматизована коробка передач Quickshift - варіант стандартної 6-ступінчастої коробки, здатний працювати як з ручним управлінням, так і у повністю автоматичному режимі. Для управління служить джойстик, за допомогою якого можна вибирати режим роботи і перемикати передачі, інформація про які виводиться на інформаційне табло на панелі приладів. Крім того, у розпорядженні водія є перемикач вибору режиму рушіння з місця - з повним навантаженням або в умовах недостатнього зчеплення колес з дорогою. Коробка забезпечена двома електронними модулями для контролю за умовами руху і управління електрогідравлічною системою приводу зчеплення та механізму перемикання передач. Це дозволяє обійтися без педалі зчеплення, спростити управління автомобілем і підвищити його економічність на 8-10%.
У 2007 році почалось виробництво оновленої версії фургону Trafic.

### Двигуни
- Бензинові

| Двигун  | Об'єм [см3 ] | Потужність [к.с.] ([кВт]) при об/хв | Крутний момент [Нм] при об/хв | Циліндри | Клапанний механізм | Розгін (с) 0-100 км/год | Максимальна швидкість км/год | Витрати пального (л/100 км) середні | Роки виробництва |
| ------- | ------------ | ----------------------------------- | ----------------------------- | -------- | ------------------ | ----------------------- | ---------------------------- | ----------------------------------- | ---------------- |
| 2.0 16V | 1998         | 120 (88)/4750                       | 190/3750                      | Р4       | DOHC/16            | 14,5                    | 160                          | 10,3                                | 2001-2007        |
| 2.0 16V | 1998         | 117 (86)/4700                       | 186/3750                      | Р4       | DOHC/16            | 14,5                    | 160                          | 10,3                                | з 2007           |

- Дизельні

| Двигун      | Об'єм [см3 ] | Потужність [к.с.] ([кВт]) при об/хв | Крутний момент [Нм] при об/хв | Циліндри | Клапанний механізм | Розгін (с) 0-100 км/год | Максимальна швидкість км/год | Витрати пального (л/100 км) середні |
| ----------- | ------------ | ----------------------------------- | ----------------------------- | -------- | ------------------ | ----------------------- | ---------------------------- | ----------------------------------- |
| 1.9 dCi 80  | 1870         | 82 (60)/3400                        | 190/2000                      | Р4       | OHC/8              | 21,7                    | 138                          | 7,7                                 |
| 1.9 dCi 100 | 1870         | 100 (74)/3500                       | 240/2000                      | Р4       | OHC/8              | 16,5                    | 155                          | 7,7                                 |
| 2.0 dCi 90  | 1995         | 90 (66)/3500                        | 240/1600                      | Р4       | DOHC/16            | 19,0                    | 145                          | 7,9                                 |
| 2.0 dCi 115 | 1995         | 115 (84)/3500                       | 290/1600                      | Р4       | DOHC/16            | 15,0                    | 160                          | 7,9                                 |
| 2.5 dCi 135 | 2464         | 135 (99)/3500                       | 310/1750                      | Р4       | DOHC/16            | 15,2                    | 165                          | 8,6                                 |
| 2.5 dCi 150 | 2464         | 145 (107)/3500                      | 320/1500                      | Р4       | DOHC/16            | 13,5                    | 170                          | 8,7                                 |

## Третє покоління (X82; 2014-наш час)

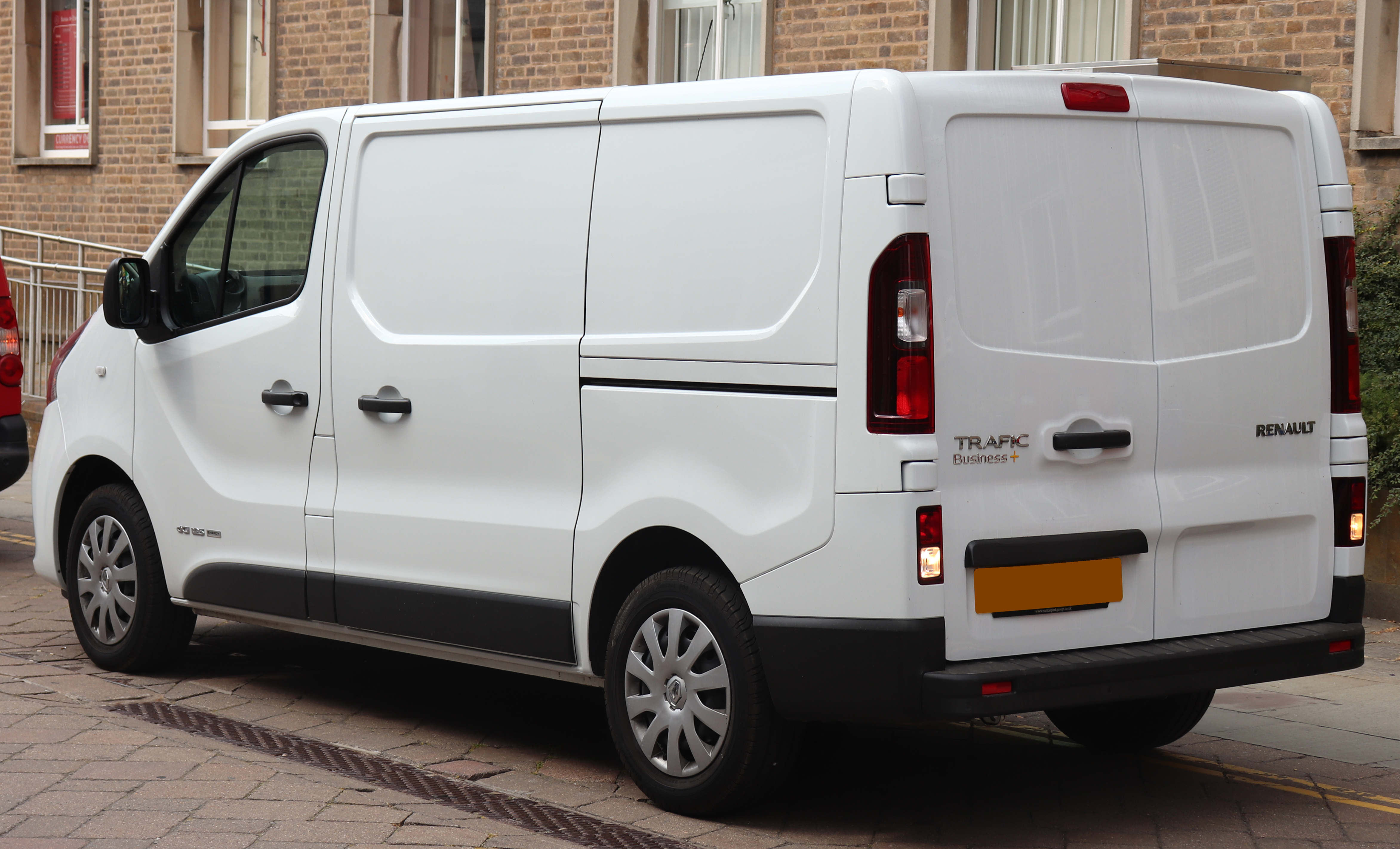
Renault Trafic 3 (2014-2019)

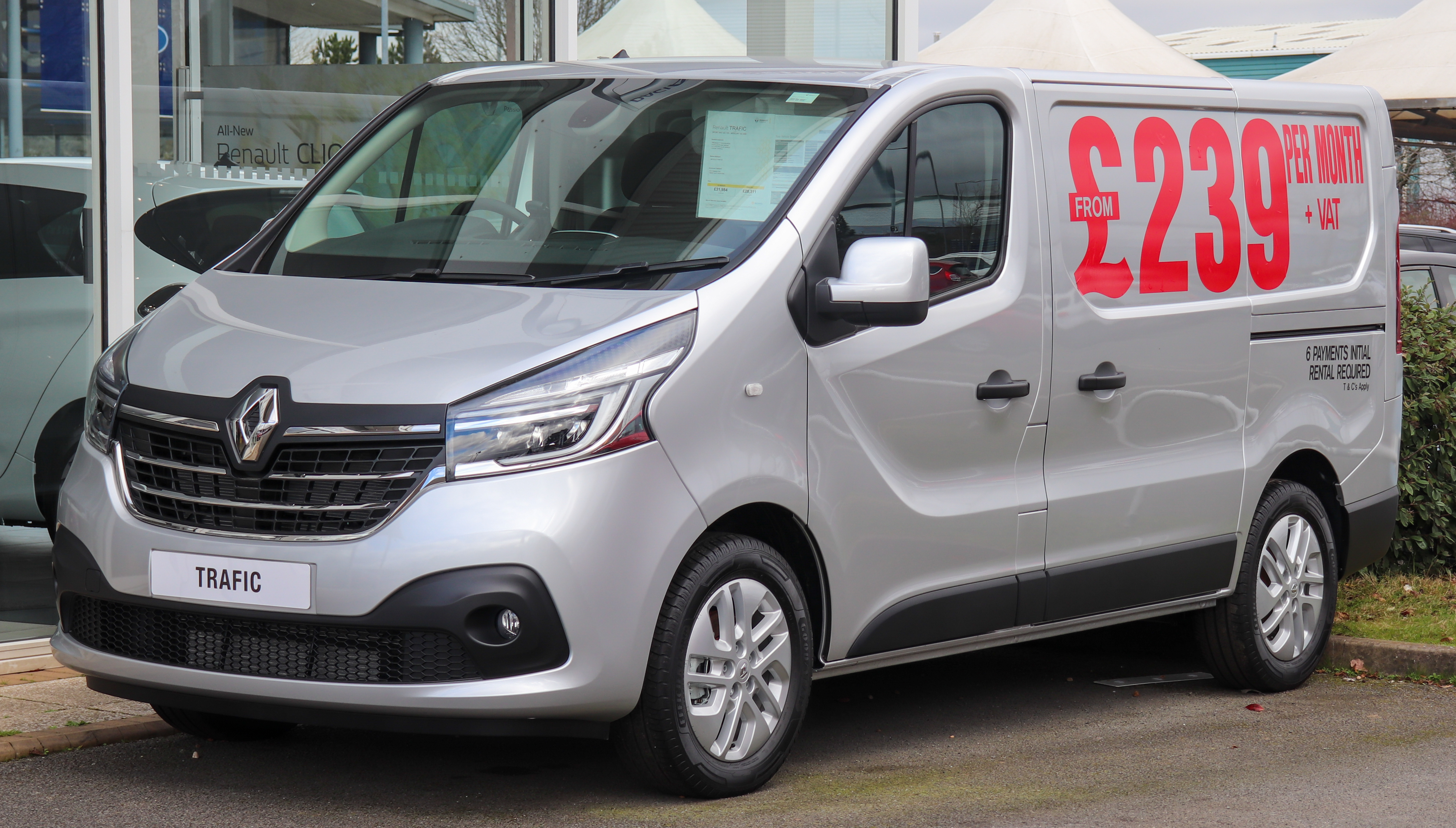
Renault Trafic 3 (2019-2021)

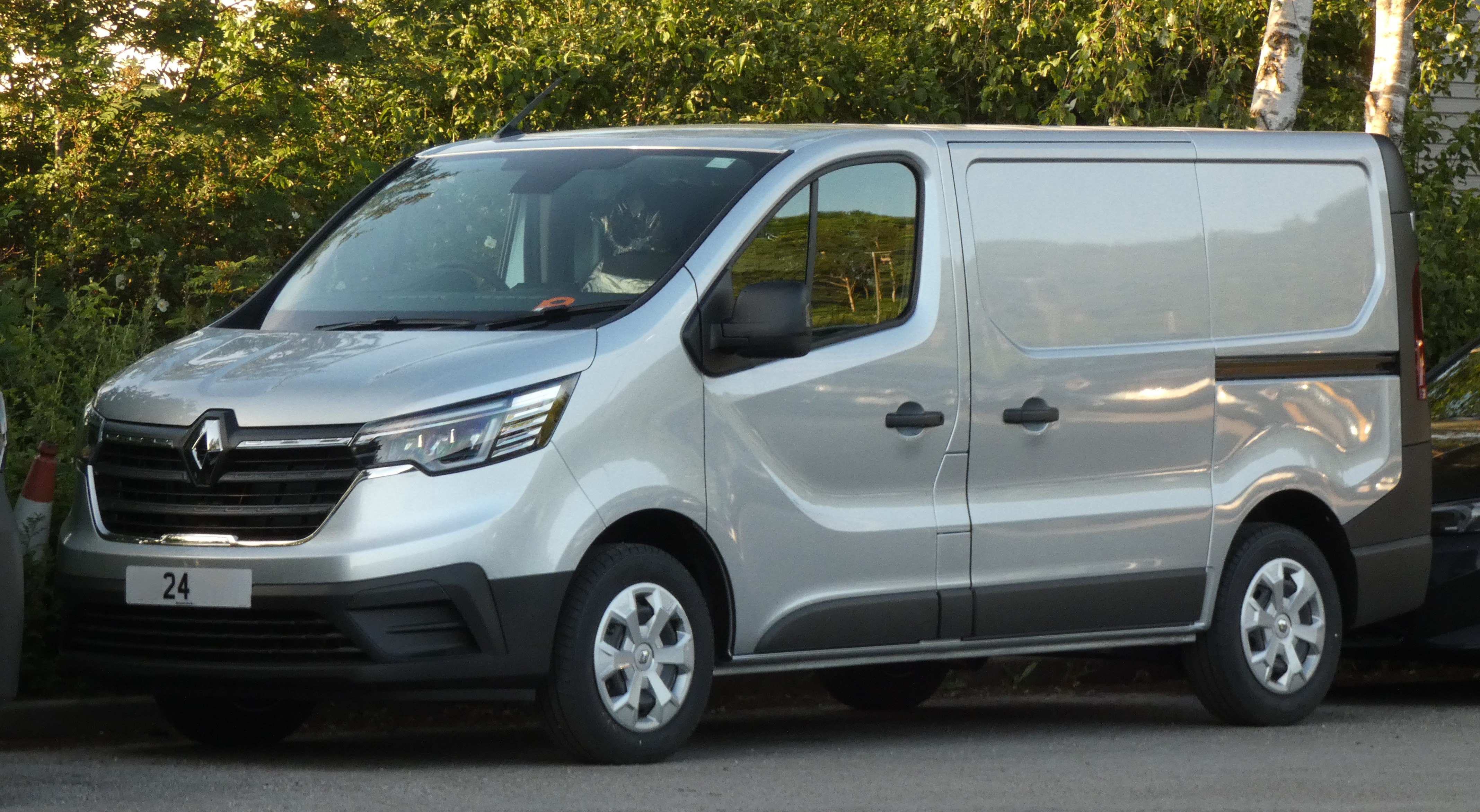
Renault Trafic 3 (з 2021)

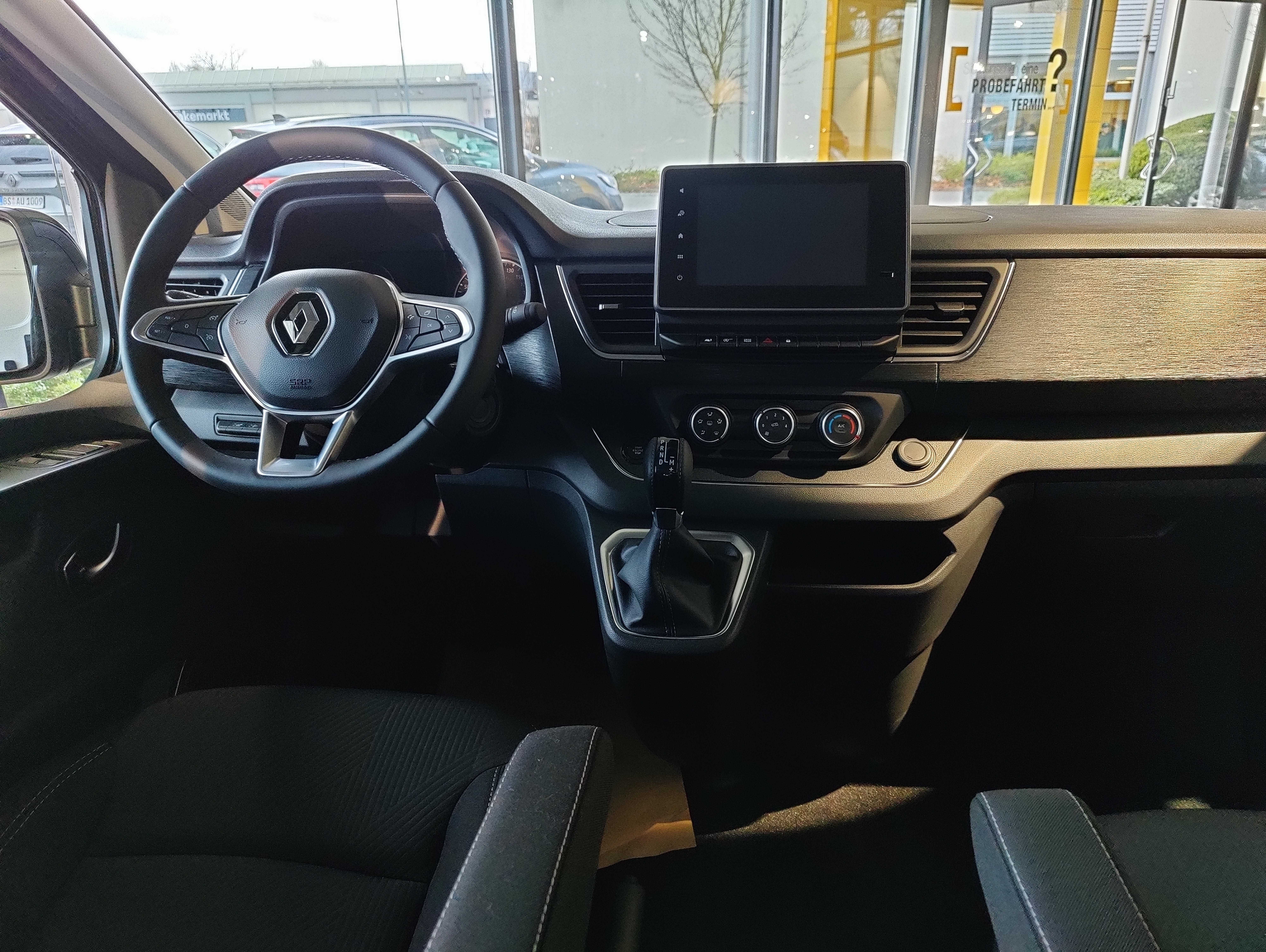

Влітку 2014 року стартує продаж третього покоління Renault Trafic. Виробництво буде здійснюватись у Сандувілі. У виробництво вже інвестовано близько 230 мільйонів євро. Автомобіль комплектується дизельним двигуном 1.6 CDTI різної потужності.
Renault Trafic третього покоління доступний у двох варіантах довжини кузова та висоти даху при загальній вантажомісткості у 5.2 м3 та 8.6 м3 та максимальній вантажопідйомності до 1.269 кг. Можна обрати один з чотирьох доступних дизельних двигунів. Основою для усіх чотирьох послужив 1.6-літровий двигун dCi. Двигуни dCi 90 з 89 кінськими силами гальмівної потужності та dCi 115 зі 113 конячками йдуть у комплексі з одинарними турбокомпресорами, а dCi 120 на 118 сил та dCi 140 на 138 – з двома турбінами для підвищення потужності. При змішаному циклі економічність становить 4.91 л/100км з двигуном на 118 конячок. Такі показники автоматично роблять його одним з найбільш економічних фургонів з нині представлених на ринку. На вибір доступно три комплектації: Business, Business+ та Sport. Усі вони постачаються з DAB радіо, Bluetooth, контролем стабільності, сталевою перегородкою кузова, системою дистанційного замикання дверей та розсувними бічними дверима. У комплектації Business+ буде додано: систему кондиціонування повітря, задні сенсори паркування та систему «Mobile Office» від Renault. Модель Sport додасть: колеса з литими дисками, систему супутникової навігації з сенсорним екраном та круїз-контроль.
З усіма встановленими сидіннями обсяг вантажного відділення дорівнює 1800 літрам, якщо ж зняти третій ряд - отримуємо 3400 літрів. Максимально допустима довжина вантажу, що перевозиться дорівнює 1552 мм, у шестимісного варіанту цей параметр ще більше - 2050 мм.
У 2019 році модель оновили, змінивши фари головного світла та оснащення.
В 2021 році модель модернізували вдруге, змінивши фари і передню частину. Двигуни відтепер тільки 2.0 Blue dCi M9R I4 різної потужності.

### Trafic E-Tech
На виставці комерційних автомобілів IAA у вересні 2022 року Renault показала Trafic E-Tech як акумуляторну електричну версію. Його вихід у продаж заплановано на жовтень 2023 року. Він оснащений електричним тяговим двигуном потужністю 120 к.с. (90 кВт), що працює від тієї ж батареї ємністю 52 кВт*год, що й більший електричний Master E-Tech, що забезпечує запас ходу 240 км (цикл WLTP). Фургон може приймати потужність зарядки до 7 кВт (однофазний змінний струм) або 22 кВт (трифазний змінний струм), а також доступна опція швидкої зарядки (50 кВт постійного струму).

### Двигуни
| Модель          | Об'єм    | Потужність                       | Крутний момент      | Комбінована витрата пального (л/100 км) |
| --------------- | -------- | -------------------------------- | ------------------- | --------------------------------------- |
| 1.6 dCi         | 1598 см³ | 66 kW (90 к.с.) при 3500 об/хв   | 260 Нм / 1500 об/хв | 6,5 ("ECOFLEX" 6,11)                    |
| 1.6 dCi         | 1598 см³ | 85 kW (115 к.с.) при 3500 об/хв  | 300 Нм / 1750 об/хв | 6,5                                     |
| 1.6 dCi BITURBO | 1598 см³ | 88 kW (120 к.с.) при 3500 об/хв  | 320 Нм / 1500 об/хв | 5,91                                    |
| 1.6 dCi BITURBO | 1598 см³ | 103 kW (140 к.с.) при 3500 об/хв | 340 Нм / 1750 об/хв | 6,5 (6,11)                              |

### Версії кузова
| Кузов        | Версія | Колісна база (мм) | довжина (мм) | Висота (мм) | Вага (кг) 1 | Повна маса (кг)1 |
| ------------ | ------ | ----------------- | ------------ | ----------- | ----------- | ---------------- |
| Kastenwagen  | L1H1   | 3098              | 4998         | 1971        | 1661–1683   | 2740 - 2760      |
| Kastenwagen  | L1H2   | 3098              | 4998         | ~2500       | 1661–1683   | 2920             |
| Kastenwagen  | L2H1   | 3498              | 5398         | 1971        | 1691–1736   | 2960 - 3010      |
| Kastenwagen  | L2H2   | 3498              | 5398         | ~2500       | 1691–1736   | 2900             |
| Doppelkabine | L1H1   | 3098              | 4998         | 1971        | 1805–1823   | 2740 - 2920      |
| Doppelkabine | L2H1   | 3498              | 5498         | 1971        | 1860–1879   | 2920 - 2948      |
| Combi        | L1H1   | 3098              | 4998         | 1971        | 1665-1685   | 2740 - 2960      |
| Combi        | L2H1   | 3498              | 5398         | 1971        | 1690-1740   | 2845 - 2895      |

## Продажі
| Рік  | Європа |
| ---- | ------ |
| 2010 | н/д    |
| 2011 | 56.480 |
| 2012 | 46.712 |
| 2013 | 43.754 |
| 2014 | 50.846 |

## Зноски
1. ↑  Каталог Renault Trafic [Архівовано 28 листопада 2010 у Wayback Machine.] 08.11.2010
2. ↑  Wymiary i masy Renault Trafic – poznaj podstawowe wymiary i masy dla samochodów Renault Trafic [Архівовано 10 квітня 2010 у Wayback Machine.] 10-07-2010
3. 1 2 3  Renault TRAFIC [Архівовано 30 грудня 2008 у Wayback Machine.] 10-07-2010
4. ↑  Как мы тестировали Renault Trafic 2016. automoto.ua. Архів оригіналу за 23 вересня 2016. Процитовано 22 вересня 2016.
5. ↑  Тест-драйв Renault Trafic [Архівовано 17 жовтня 2019 у Wayback Machine.](рос.)